# ماروین ویس
ماروین ویس (انگلیسی: Marvin Weiss؛ زادهٔ ۷ مارس ۱۹۹۵) بازیکن فوتبال اهل آلمان است.
از باشگاه‌هایی که در آن بازی کرده‌است می‌توان به باشگاه فوتبال اشتوتگارت اشاره کرد.
وی همچنین در تیم‌های ملی فوتبال Germany national under-16 football team و جوانان آلمان بازی کرده‌است.